# Војислав Вукчић Хрватинић
Војислав Вукчић Хрватинић (1350.-1416. умро после 1402.) је био великаш из породице Хрватинића који су крајем 14. и почетком 15. века владали босанском земљом Доњи Краји.

## Биографија
Војислав је био најмлађи син Вукца Хрватинића, сина Хрватина Стјепанића, родоначелника породице Хрватинић. Имао је старију браћу Хрвоја, Вука и Драгишу, као и три сестре, Ресу, Вучицу и сестру непознатог имена, удату за стрица усорских војвода Вукмира и Вукашина Златоносовића. Међу браћом се највише истакао Хрвоје Вукчић који од 1380. године носи титулу великог војводе босанског.
Носио је титуле херцег сплитски (1403), велики војвода босански (1380) и кнез Доњих Краја. Војислав је крајем новембра 1388. године заједно са својим братом Хрвојем у Книну. Книн је тада био у рукама босанског краља Твртка I Котроманића. Сматра се да су браћа из Книна упутили позив далматинским градовима да се предају босанском краљу. Претпоставља се да се на Војислава Вукчића односи спомен "Војислава Војводића" међу сведоцима у две исправе босанског краља Остоје којима је у "баштину и племенито" дао Дубровачкој републици земље од Курила дери до Стона (15. јануар 1399). Повељом им је, у ствари, потврдио раније повластице. Војислав је са Хрвојем тада био уз краља Остоју, најпре у Лишници у Усори, а потом на краљевском двору у Сутјески. Спомиње се у Хрвојевој исправи Задранима из 1401. године. Крајем августа 1402. године Војислав је у Хрвојевом табору у Земљанику. Ишао је у Задар носећи Хрвојеву поруку Алојзију Алдемариску, адмиралу и намеснику Ладислава Напуљског. Хрвоје је заказивао састанак са угарским претендентом на коме би се договорили о заједничком ратовању против Жигмунда Луксембуршког и његових присталица.
Војислав је имао сина Јураја. Јурај се показао истинским наследником свога стрица, Хрвоја Вукчића, који је умро 1416. године оставивши иза себе сина Балшу који је умро неколико месеци након оца. Хрвојевом удовицом Јеленом оженио се Остоја, али је највећи део територија приграбио Јурај који се у изворима први пут спомиње 1419. године као сведок "Доњих Краја" са титулом кнеза (повеља Стефана Остојића).

## Породично стабло
|  |                            |  |  |  |  |  |  |  |  |  |  |  |  |  |  |  |
|  | Стјепан (кнез Доњих Краја) |  |  |  |  |  |  |  |  |  |  |  |  |  |  |  |
|  |                            |  |  |  |  |  |  |  |  |  |  |  |  |  |  |  |
|  |                            |  |  |  |  |  |  |  |  |  |  |  |  |  |  |  |
|  | Хрватин Стјепанић          |  |  |  |  |  |  |  |  |  |  |  |  |  |  |  |
|  |                            |  |  |  |  |  |  |  |  |  |  |  |  |  |  |  |
|  |                            |  |  |  |  |  |  |  |  |  |  |  |  |  |  |  |
|  | Вукац Хрватинић            |  |  |  |  |  |  |  |  |  |  |  |  |  |  |  |
|  |                            |  |  |  |  |  |  |  |  |  |  |  |  |  |  |  |
|  |                            |  |  |  |  |  |  |  |  |  |  |  |  |  |  |  |
|  | Војислав Вукчић            |  |  |  |  |  |  |  |  |  |  |  |  |  |  |  |
|  |                            |  |  |  |  |  |  |  |  |  |  |  |  |  |  |  |
|  |                            |  |  |  |  |  |  |  |  |  |  |  |  |  |  |  |